# A Little Trip to Heaven
A Little Trip to Heaven is een IJslands-Amerikaanse op noir geïnspireerde thriller uit 2005, geregisseerd door Baltasar Kormákur.

## Verhaal
De film speelt zich af in 1985. Onderzoeker van verzekeringsmaatschappij Abe Holt moet de dood van fraudeur Calvin Anderson onderzoeken. Als wordt bevestigd dat hij bij het ongeluk is omgekomen, ontvangt zijn zus Isold McBride een miljoen dollar. Haar man Fred, die een auto-ongeluk heeft veroorzaakt, blijkt niet te zijn wie hij beweert te zijn. Tijdens het onderzoek ontdekt Holt het graf van de echte Fred McBride.

## Rolverdeling
| Acteur          | Personage     |
| --------------- | ------------- |
| Forest Whitaker | Abe Holt      |
| Julia Stiles    | Isold McBride |
| Jeremy Renner   | Fred McBride  |
| Peter Coyote    | Frank         |
| Philip Jackson  | William       |

## Productie
Hoewel de film zich af speelt in het noorden van Minnesota, zijn de meeste opnames gemaakt in IJsland. De IJslandse muzikant Mugison was verantwoordelijk voor de soundtrack. Het nummer dat hijzelf niet voor de soundtrack heeft geschreven, was "A Little Trip to Heaven" van Tom Waits.

## Release
De film ging in première op 12 september 2005 op het Internationaal filmfestival van Toronto.

## Ontvangst
Op Rotten Tomatoes heeft A Little Trip to Heaven een waarde van 33% en een gemiddelde score van 4,7/10, gebaseerd op 6 recensies.

## Prijzen en nominaties
| Jaar | Prijs                                    | Categorie                     | Genomineerde(n)                                                 | Uitslag     |
| ---- | ---------------------------------------- | ----------------------------- | --------------------------------------------------------------- | ----------- |
| 2006 | Edda                                     | Beste geluid of muziek        | Mugison                                                         | Gewonnen    |
| 2006 | Edda                                     | Beste artistieke leiding      | Óttar Guðnason (voor de cinematografie)                         | Gewonnen    |
| 2006 | Edda                                     | Beste artistieke leiding      | Karl Juliusson (voor het productieontwerp)                      | Genomineerd |
| 2006 | Festival du Film Policier de Cognac      | Critici prijs                 | Baltasar Kormákur                                               | Gewonnen    |
| 2006 | Internationaal filmfestival van Göteborg | FIPRESCI-prijs                | Baltasar Kormákur                                               | Gewonnen    |
| 2006 | Noordse Raad                             | Filmprijs van de Noordse Raad | Baltasar Kormákur, Edward Martin Weinman & Sigurjon Sighvatsson | Genomineerd |